# Лео Есаки
Лео Есаки (на японски: 江崎 玲於奈) е японски физик, носител на Нобелова награда за физика за 1973 г. за наблюдаването на тунелен преход в полупроводници и свръхпроводници.

## Биография
Роден е на 12 март 1925 година в префектура Осака, Япония. Завършва Токийския университет през 1947 г., където и защитава докторска дисертация през 1959 г.
Наблюдава тунелен преход с електрони, като намира приложение на това явление в изобретения от него Диод на Есаки. По това време, той работи в компанията Токио Цушин Когио, позната днес като Сони. От 1960 г. работи в IBM, където публикува и първия си труд в областта на свръхрешетките от полупроводници.

## Книги
- Large scale integrated circuits technology: state of the art and prospects: proceedings of the NATO Advanced Study Institute on „Large Scale Integrated Circuits Technology: State of the Art and Prospects“, Erice, Italy, July 15 – 27, 1981 / edited by Leo Esaki and Giovanni Soncini (1982)
- Highlights in condensed matter physics and future prospects / edited by Leo Esaki (1991)